# Friedrich Wilhelm Spehr
Friedrich Wilhelm Spehr (Braunschweig, 2 de novembro de 1799 – Braunschweig, 24 de abril de 1833) foi um matemático e geodesista alemão.

## Vida
Spehr foi o filho mais velho do comerciante de instrumentos musicais e editor Johann Peter Spehr. Sua mãe Luise, nascida Fischer, era filha de um funcionário da Abadia de Gandersheim. Seu irmão mais novo foi o jurista e historiador Ludwig Ferdinand Spehr.
Destinado pelo pai para o suceder em seus negócios, teve de deixar o ginásio aos 14 anos de idade e começar um aprendizado como comerciante de tecidos. Mas como seus interesses eram voltados à construção civil, ele resistiu, e seu pai o levou forçadamente para a administração de seus negócios.
Como o pai não foi dissuadido da intenção de treiná-lo como comerciante, Spehr finalmente fugiu para Hamburgo para embarcar para os Estados Unidos. No entanto, ele revelou suas intenções ao capitão do navio, que o convenceu a voltar para casa. O pai irritado, no entanto, foi persuadido depois a deixar seu filho seguir sua vontade.
Spehr preparou-se primeiro para o estudo no Comissariado de Construção Kahnt, juntamente com o seu futuro cunhado Carl Theodor Ottmer e continuou a preparação a partir de de 1817 no Collegium Carolinum. Lá ele descobriu seu interesse matemático, de modo que começou a estudar a partir de 1819 na Universidade de Göttingen, onde foram seus professores Carl Friedrich Gauss, Karl Ludwig Harding, Tobias Mayer e Bernhard Thibaut.  Em 1822 retornou para Braunschweig e continuou a estudar sozinho. Em 1824 obteve um doutorado, orientado por Carl Friedrich Gauss.
Teve em seguida dificuldade em encontrar um emprego adequado e pensou em ir para o exterior. Através da mediação de Thibaut, foi designado para lecionar matemática em 1825 no Collegium Carolinum, tornando-se professor associado em 1827.
De 1828 a 1833 dirigiu uma triangulação geodésica do Ducado de Braunschweig.
Tendo casado em 1927 e se separado em 1832, teve sua saúde afetada por isto e pelos rigores do levantamento geodésico, de modo que morreu aos 34 anos de um acidente vascular cerebral súbito.

## Trabalho matemático
Seu principal trabalho matemático é sua tese na área da combinatória: Vollständiger Lehrbegriff der reinen Combinationslehre mit Anwendungen derselben auf Analysis und Wahrscheinlichkeitsrechnung. Este trabalho lhe trouxe grande reconhecimento e o tornou uma das autoridades da combinatória em língua alemã.
Também escreveu sobre análise matemática um extenso trabalho, que ficou inacabado devido a sua morte prematura.